# Brad Kane
Pour les articles homonymes, voir Kane.
Brad Kane est un acteur et compositeur américain, né le 29 septembre 1973 à Nouvelle-Rochelle, État de New York (États-Unis). Il est marié depuis juillet 2007 à l'actrice Sarah Thompson.

## Filmographie
- 1984 : Le Kid de la plage (The Flamingo Kid) : Mitch
- 1985 : ABC Funfit (série TV) : Funfit Kid
- 1986 : Sunday in the Park with George (TV) : Boy
- 1987 : Touristes en délire (If It's Tuesday, It Still Must Be Belgium) (TV)
- 1988 : Rated K Update (série TV) : Host
- 1992 : Aladdin : voix chantée de Aladdin
- 1993 : Olsen Twins Mother's Day Special (TV) : Singer
- 1996 : Christmas in Cartoontown (vidéo) : Jack (voix)
- 1997 : Starship Troopers de Paul Verhoeven : Lanny
- 2002 : The Adventures of Tom Thumb & Thumbelina de Glenn Chaika (voix)
- 2003 : Mickey's PhilharMagic : Aladdin (voix)
- 2025 : Ça : Bienvenue à Derry (It: Welcome to Derry) - uniquement producteur